# Gospel
Gospel je glazba koja je nastala krajem 18. stoljeća i izražava stil duhovne glazbe koja je nastala u crnačkim crkvama. Najveću popularnost je postigla tijekom 1930-ih. Gospel općenito uključuje vjersku glazbu i sastoji se od višeglasnog pjevanja kojeg izvode svi bez obzira na rasu.
Kao i drugi oblici kršćanske glazbe koja je bila u stvaranju, izvedba, značenje, pa čak i definicija gospel glazbe ovisila je o kulturi i društvenom kontekstu okoline gdje je stvorena. Gospel glazba je stvorena tako da se može izvoditi u razne svrhe, osim što se pretežno izvodi u vjerskim objektima i svečanim prilikama, također se koristi kao zabavni proizvod za tržište. Međutim najčešća tema koja se izvodi s gospel glazbom je hvaljenje Boga, Isusa Krista i Duha Svetog.

## Povijest
Gospel glazba varira od stila do ukusa izvođača. Dok se pojmom "Gospel glazba", može pokriti vrlo široko područje glazbe, stilova i različitih imena, svi imaju isti izvor začetka, a to je, crna kršćanska glazba u Sjedinjenim Državama. Gospel je jedinstveni američki fenomen koji svoje najranije pojavljivanje ima krajem 19. stoljeća. Postoje i naznake da duhovne i radne skladbe vuku korijene od afričkih robova, gdje su im takve stvari bile zabranjene, a to ih opet nije spriječilo da naprave svoje vlastite himne i napjeve. Od 1900. do 1930. gospel glazba se pripisuje društvenim promjenama u Americi, kada crnci s juga zemlje sele u druga područja sa svojim vlastitim gospel skladbama. Jasna podvojenost između crne i bijele Amerike, a posebno u crkvama, dovela je do stvaranja crnog i bijelog gospela. Tijekom tridesetih godina Thomas A. Dorsey zaslužan je za presudni razvoj gospel glazbe. Kombiniranjem emocionalnih i žestokih skladbi, stvorio je novi suvremeni stil, koji se uglavnom izvodio u crkvama. Ova povijesna era gospel glazbe naziva se "Dorsey Era", a Thomas Dorsey postao je poznat kao "Otac suvremene gospel glazbe". Dok su se podjele među rasama smanjile u posljednjih pedeset godina, stilovi i tradicije u gospel glazbi i dalje su različiti.
Tijekom 1940-ih godina rađaju se mnogi pjevački zborovi i kvarteti koji izvode gospel glazbu. Putujući i pjevajući širom SAD-a postaju vrlo popularni i traženi izvođači ove vrste glazbe. Gospel glazba 1950-ih doživljava promjene, kada se u skladbama počinju koristiti glasovir i orgulje, a neki od izvođača toga vremena su The Clara Ward Singers, The Staple Singers of Chicago i Albertina Walker.
Neki su se glazbeni izvođači ograničili samo na duhovnu glazbu poput Mahalie Jackson, dok su drugi kao Sister Rosetta Tharpe, razvijali stil crne gospel glazbe. The Golden Gate Quartet i Clara Ward izvodili su svjetovnu gospel glazbu čak i u noćnim klubovima. Ostali izvođači, kao što su The Jordanaires, The Blackwood Brothers, Al Green, i Solomon Burke, također su izvodili vjersku i svjetovnu glazbu po raznim koncertima i klubovima.
Iako je isključivo američka pojava, gospel glazba se proširila i na druge kontinente uključujući i Australiju gdje nastupaju gospel zborovi The Elementals i Jonah & The Whalers i održavanje festivala "Australian Gospel Music Festival". u Europi, Norveška je domovina Ansgar Gospel zbora, koji je jedini pravi norveški gospel zbor. Gospel je također popularan u Kanadi, pokrajina Quebec, gdje je važno središte gospel zborova, kao što su Montreal Jubilation Gospel Choir i Québec Celebration Gospel Choir, koji su najpoznatiji.

## Stil
Gospel glazbu u cjelini karakterizira dominantna vokala izvedba (često korištenjem jake žestoke harmonije), gdje je tekstualni izvor vjerske prirode, posebno kršćanske. Pod žanrovi ovog stila uključuju suvremeni gospel (urban contemporary Gospel, kojeg ponekad nazivaju "Crni gospel), južni gospel i modernu gospel glazbu (sve više poznata kao suvremena kršćanska glazba). Neki od oblika gospel glazbe koristi pjevačke zborove, dok ostali glazbenici u svojim izvedbama koriste instrumente poput glasovira, Hammond orgulja, bas-gitare, bubnjeva i sve više električnu gitaru.

## Podžanrovi gospel glazbe

### Suvremeni urbani gospel
Ovaj stil gospel glazbe poznat je još i kao "Crni gospel", kako bi se mogao razlikovati od drugih oblika kršćanske glazbe, kao što je suvremena kršćanska glazba ili kršćanski rock i južni gospel.

### Kršćanski country gospel
Kršćanska country glazba naziva se još i "Country gospel glazba", a spada u oblik gospel glazbe koja melodijom podsjeća na country glazbu. Ovaj stil je tijekom godina postao vrlo popularan i glavni je oblik glazbe za inspiracijske tekstove country skladbi. Tijekom 1990-ih postiže najveću popularnost i donosi mnoge hitove. Larry Gatlin, Charlie Daniels i Barbara Mandrell samo su jedan dio od mnogih glazbenika koji su snimali skladbe u ovom stilu country gospela. Međutim njih troje su postigli najveću popularnost izvodeći gospel country. U kasnim devedesetima dolazi do pada popularnosti radi financijskih problema s "Christian Country Music Association". Tijekom godina ovaj fond je imao sve više problema s rukovođenjem ovim podžanrom gospel glazbe. Mnogi izvođači, izdavačke kuće i radio postaje bile su pogođene ovim skandalom krajem devedesetih, da bi konačno 2002. godine "Country Music Association" tužila "Christian Country Music Association" za povredu prava.

### Južni gospel
Ovaj oblik gospela njegovi obožavatelji ponekad nazivaju i "Kvartet glazba", pošto ga izvode isključivo muški glazbenici u kombinaciji tenor-prvi glas-bariton-bas. Ovaj stil gospela bavi se svakodnevnim životnim problemima i kroz skladbu pokazuje kako Bog odgovara na njih.

### Progresivni južni gospel
Ovo je jedan tipični američki glazbeni žanr, koji je prerastao iz južnog gospela tijekom posljednjih nekoliko desetljeća.

### Bluegrass Gospel
Oblik gospela koji vuče korijene iz američke gorske glazbe.

### Gospel blues
Stil gospela koji se bazira na bluesu, a najčešće se izvodi u kombinaciji s blues gitarom i gospel tekstovima.

## Vanjske poveznice
- Gospel Music Association
- Povijest gospel glazbe
- Gospel glazba

## Poveznice
- Kršćanska glazba
- Blues
- Soul
- Ritam i blues